# Henri II. Clément

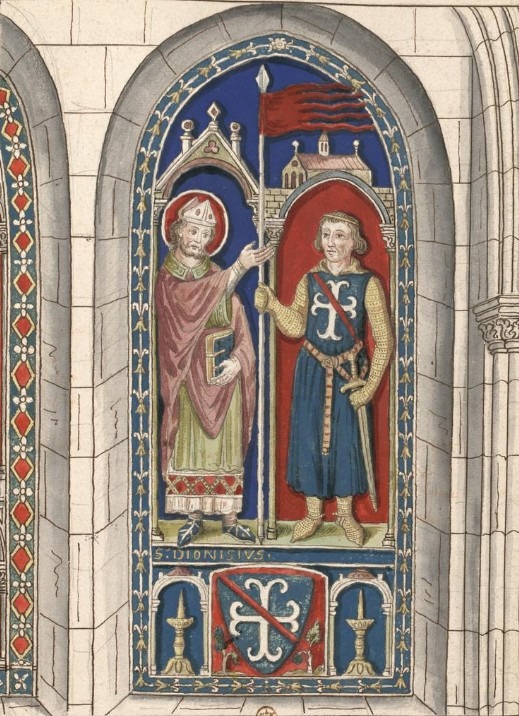
Henri II. Clément empfängt aus den Händen des heiligen Dionysius die Oriflamme. Darstellung nach einem Fenster der Kathedrale von Chartres.

Henri II. Clément (* nach 1224; † 1265) war Herr von Le Mez, Argentan und Sai sowie Marschall von Frankreich.
Er war der älteste Sohn des Marschalls Jean III. Clément und dessen Frau Aveline de Nemours, Herrin von de Buisson.
Henri II. begleitete König Ludwig IX. 1249 auf den Sechsten Kreuzzug.
Sein Name findet sich auf einem Dokument der Abtei Saint-Denis aus dem Jahr 1263.
Mit seiner Gattin namens Catherine hatte er zwei Kinder:
- Henri III. Clément († nach 1280), Herr von Argentan und Sai, ⚭ Agnes;
- Marie Clément, ⚭ Pierre II. de Montliard († nach 1283), Sohn des Thibaut II. de Montliard.